# بول س. هينشاو
بول س. هينشاو (بالإنجليزية: Paul C. Henshaw)‏ هو شخصية أعمال أمريكي، ولد في 1913، وتوفي في 1986.